# Michele Pellegrino
Michele Pellegrino, italijanski rimskokatoliški duhovnik, škof in kardinal, * 25. april 1903, Centallo, † 10. oktober 1986.

## Življenjepis
19. septembra 1925 je prejel duhovniško posvečenje.
18. septembra 1965 je bil imenovan za nadškofa Torina in 17. oktobra istega leta je prejel škofovsko posvečenje.
26. junija 1967 je bil povzdignjen v kardinala in imenovan za kardinal-duhovnika SS. Nome di Gesù.
Upokojil se je 27. julija 1977.